# Майя, Вероника
Вероника Майя (итал. Veronica Maya, полное имя итал. Veronica Maya Russo; 14 июля 1977) — итальянская актриса и телеведущая французского происхождения.

## Биография
Родилась 14 июля 1977 года в Париже.
Проживала до 1982 года в 4-м округе города, когда её родители — Раффаэле и Элеонора Ди Майо обосновались в местечке Пьяно-ди-Сорренто региона Кампания и управляли рестораном. В возрасте 20 лет Вероника окончила римскую школу Renato Greco. В Риме она дебютировала как театральная актриса, сыграв в нескольких мюзиклах.
В 2002 году Вероника Майя дебютировала в театре (вместе с  Джерри Кала, Франко Оппини и Нини Салерно) в пьесе Марио Моничелли, поставленной по мотивам итальянского фильма «Мои друзья».
В начале 2000-х годов состоялся дебют Вероники на телевидении, когда она вместе с Гвидо Де Анджелисом вела шоу Lazialità, посвященное футбольному клубу «Лацио», транслировавшееся римским каналом Teleroma 56.
Летом 2007 года её пригласили сниматься в утреннем телешоу Unomattina на канале Rai 1 вместе с Дуилио Джаммарией. С 2020 года Майя работает на канале Rai 2, где ведёт шоу L'Italia che fa.  С июня 2024 года она является ведущей (вместе с Беппе Конвертини) литературной премии Premio Cimitile на Rai 2.